# Hemisus guineensis
Hemisus guineensis – gatunek afrykańskiego płaza bezogonowego z rodziny prosiakowatych (Hemisotidae), który wykluwa się w norze wykopanej przez matkę.

## Taksonomia
Prawdopodobnie nie chodzi tu o jeden, lecz o kilka podobnych do siebie gatunków.
Zwierzę zaliczano w przeszłości do rodziny żabowatych.

## Morfologia
Zmierzone dwie samice liczyły sobie od czubka pyska do kloaki 4,78 i 4,64 cm.

## Występowanie
Gatunek ten ma szeroki zasięg występowania. Zamieszkuje prawdopodobnie południowo-zachodni Senegal, południowy zachód Gambii, Gwineę Bissau, Gwineę bez północy i wschodu kraju, Sierra Leone i Liberię, południowe i środkowe Wybrzeże Kości Słoniowej, południowe: Ghanę, Togo i Benin, środkową i wschodnią Nigerię, północny i środkowy Kamerun, południowy Czad, zachodnią, środkową i południowo-wschodnią Republikę Środkowoafrykańską, północną Demokratyczną Republikę Konga, Ugandę bez północy i północnego wschodu, południowy zachód Kenii, zachodnią i środkową Tanzanię, wschodnie: Burundi i Rwandę, południe Demokratycznej Republiki Konga, Angolę bez południowego zachodu i Kabindy, północny wschód Namibii, północną i północno-zachodnią Botswanę, północ Republiki Południowej Afryki, większą część Zimbabwe, wschodni Mozambik, południowe i południowo-zachodnie Malawi oraz prawie całą Zambię bez terenów przy wschodniej granicy na północy. Jednakże występowanie zwierzęcia w Botswanie, Burundi, Gambii, Malawi, Namibii, Nigrze, Republice Środkowoafrykańskiej, Rwandzie, Togo, a także w niewymienionym wyżej Sudanie nie jest pewne.
H. guineensis zamieszkuje sawanny, a w Afryce Zachodniej i Demokratycznej Republice Konga także lasy, generalnie lasów jednak unika. Zajmuje także siedliska zmodyfikowane przez człowieka. Posiada duże zdolności adaptacyjne. Preferuje wody stojące. Spotkano też samicę na bagnach.

## Behawior i rozmnażanie
Podczas pory suchej płaz zagrzebuje się w glebie.
Rozród przebiega w norze w wilgotnej glebie, bronionej przez samicę, która składa 80–250 jaj. Nie są pigmentowane, mierzą 2,5 mm średnicy. Przebywają tam aż do wylęgnięcia larw. Najbliższy zbiornik wodny musi znajdować się w promieniu 200 m. Kijanki osiągają go dzięki kanałowi wykopanemu przez matkę. Często zabiera je z sobą powódź. Rozwijają się w środowisku wodnym. Zalicza się je do nektonu.

## Status
Liczebność tego widywanego tylko w czasie deszczu lub w porze rozrodu płaza (w niektórych rejonach, np. w RPA, niespotykanego już od dawna) jest trudna do oszacowania. Wydaje się, że podlega ona dużym fluktuacjom. Zwierzę może występować pospolicie w lasach Afryki Zachodniej.
Jego zasięg występowania obejmuje liczne obszary chronione.